# Melloblocco
Melloblocco jsou mezinárodní boulderingové závody pod širým nebem, pořádané od roku 2004 každoročně v italské obci Val Masino a v nedalekém údolí Val di Mello. Od roku 2018 oznámili organizátoři putování závodů a další závody se konaly ve Švýcarsku.
Největší počet vítězství zde měl český lezec a bouldrista Adam Ondra a Rakušanka Barbara Zangerl. Kromě Adama se z českých bouldristů mezi vítězi objevili také Silvie Rajfová a Martin Stráník.

## Seznam vítězů
| č.    | Rok  | Datum                 | Místo        | Muži                                            | Ženy                                                                                              |
| ----- | ---- | --------------------- | ------------ | ----------------------------------------------- | ------------------------------------------------------------------------------------------------- |
| I.    | 2004 | 8.-9. května          | Val di Mello | Chris Sharma                                    | Stefania De Grandi                                                                                |
| II.   | 2005 | 7.-8. května          | Val di Mello | Anthony Lamiche                                 | Giulia Giammarco                                                                                  |
| III.  | 2006 | 6.-7. května          | Val di Mello | Mauro Calibani Anthony Lamiche                  | Barbara Zangerl                                                                                   |
| IV.   | 2007 | 5.-6. května          | Val di Mello | Mauro Calibani                                  | Stefania De Grandi Anita Manachino                                                                |
| V.    | 2008 | 8.-11. května         | Val di Mello | Adam Ondra                                      | Barbara Zangerl                                                                                   |
| VI.   | 2009 | 7.-10. května         | Val di Mello | Adam Ondra                                      | Julija Abramčuková Olga Bibik Alexandra Balakireva Anna Galljamova Chloé Graftiaux Silvie Rajfová |
| VII.  | 2010 | 6.-9. května          | Val di Mello | Adam Ondra                                      | Chloé Graftiaux                                                                                   |
| VIII. | 2011 | 5.-8. května          | Val di Mello | Adam Ondra Gabriele Moroni                      | Barbara Zangerl                                                                                   |
| IX.   | 2012 | 3.-6. května          | Val di Mello | Michele Caminati Anthony Gullsten Alexej Rubcov | Shauna Coxsey                                                                                     |
| X.    | 2013 | 26. dubna - 5. května | Val di Mello | Stefano Ghisolfi                                | Barbara Zangerl                                                                                   |
| XI.   | 2014 | 1.-4. května          | Val di Mello | Sači Amma                                       | Mélissa Le Nevé                                                                                   |
| XII.  | 2015 | 30. dubna - 3. května | Val di Mello | Adam Ondra                                      | Janja Garnbret                                                                                    |
| XIII. | 2016 | 5.-8. května          | Val di Mello | Stefano Ghisolfi                                | Jenny Lavarda                                                                                     |
| XIV.  | 2017 | 11.-14. května        | Val di Mello | Anthony Gullsten Jorg Verhoeven                 | Barbara Zangerl                                                                                   |
| XV.   | 2018 | 3.-6. května          | Cresciano    |                                                 |                                                                                                   |